# Ida Heijermans
Ida Sarah Heijermans (Rotterdam, 9 december 1866 - Amsterdam, 8 april 1943) was een Nederlandse onderwijzeres, pedagoge en schrijfster. 

## Biografie
Heijermans groeide op in een liberaal joods gezin met elf kinderen. Zij was een zuster van kunstenares Marie Heijermans, toneelschrijver Herman Heijermans en sociaal geneeskundige Louis Heijermans. Ze was de tante van toneelactrice Hermine Heijermans. 
Heijermans werd op haar achttiende aangesteld als onderwijzeres op de Industrieschool voor Meisjes in Rotterdam, waar ze vrijwel haar hele professionele leven actief bleef. Ze onderwees in algemene ontwikkeling, Frans en opvoedkunde. Heijermans werkte ook parttime in Den Haag aan de plaatselijke meisjesvakschool. Ze volgde de vernieuwingen binnen het onderwijs op de voet en zo voerde ze bij de Industrieschool het Daltonsysteem in. 
Naast haar professionele werkzaamheden ontwikkelde Heijermans zich tot schrijfster. In 1893 schreef ze haar eerste boek, Sprookjes, en tussen 1900 en 1922 was ze hoofdredacteur van het tijdschrift De Vrouw  waarin ze veelvuldig schreef over opvoeding en onderwijs. Ook schreef ze voor andere gedrukte media zoals de Nieuwe Rotterdamsche Courant, het Algemeen Handelsblad en De Gids, De Tijd, Volksontwikkeling en De (Groene) Amsterdammer.
Heijermans' pedagogische ideeën waren vooral gericht op meisjes uit de arbeidersklasse. De optimale ontplooiing van elk kind stond centraal. Meisjes dienden in haar visie te worden opgevoed tot "moeder der toekomst". Hierbij diende aandacht te worden besteed aan kinderverzorging, hygiëne, het huishouden en algemeen vormende vakken. 
In 1943 overleed Heijermans in een rusthuis te Amsterdam.

## Bibliografie

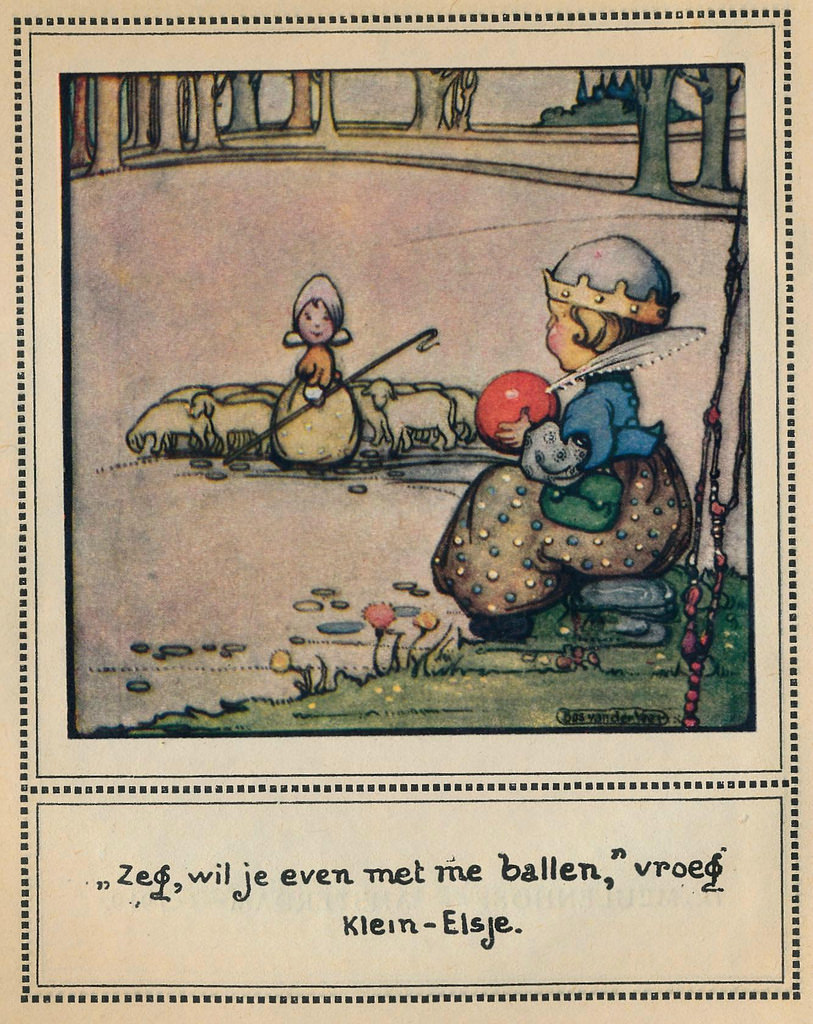
Wil je even met me ballen - illustratie van Bas van der Veer uit het boek "Uit tantes jeugd" van Ida Heijermans (1916)